# Schatten der Engel
Schatten der Engel ist eine 1975 von dem Schweizer Regisseur Daniel Schmid umgesetzte und vom Schweizer Kameramann Renato Berta in einer stilistischen Bildsprache gehaltene Filmadaption des von Rainer Werner Fassbinder verfassten, viel und kontrovers diskutierten Theaterstücks Der Müll, die Stadt und der Tod. Dessen Aufführung löste Mitte der 1980er Jahre am Aufführungsort Frankfurt am Main wegen unterstellter antisemitischer Tendenzen einen Skandal aus.
In dieser viele Jahre lang nur wenig beachteten Verfilmung spielen Fassbinder und seine bevorzugte Darstellerin (und Ehefrau) Ingrid Caven die Hauptrollen. Gegen das Klischee eines „reichen Juden“ wurde der zumeist auf markige, teutonische Macho-Typen abonnierte Klaus Löwitsch besetzt.

## Handlung
Die bei Fassbinder in Frankfurt am Main angesiedelte Geschichte findet in Schmids Film in Wien statt, wie man an den Autokennzeichen erkennen kann. Hier arbeitet auf der Straße die gefragte Prostituierte Lily Brest, eine attraktive Erscheinung, für den Zuhälter Raoul. Der ist das Gegenteil von ihr: eine schlichte, brutale Macho-Type. Raoul hat nur ein Interesse: seine „Pferdchen“ sollen für ihn anschaffen gehen und ordentlich Geld verdienen, damit er es später auf der Rennbahn wieder verzocken kann. Sein geistiger wie Lebens-Kosmos ist schlicht und sehr begrenzt, und es kommt dem primitiven, eiskalten Luden einzig auf „sein Geld“ und sein Renommee bei Typen wie seinesgleichen an. Lilys Vorgeschichte ist vom Elend des frühen sexuellen Missbrauchs durch den eigenen Vater bestimmt, einem Herrn Müller, der sich mit Travestieeinlagen in einem abgeranzten Nachtlokal verdingt. Lily und ihre Kollegin Emma teilen das Schicksal, bei Wind und Wetter zu jeder Jahreszeit anschaffen gehen zu müssen.
Beider Frauen Gegenwelten sind die des Finanzkapitals und der hohen Politik. Beides verträgt sich nur bedingt miteinander, denn sobald es zwischen diesen zentralen Institutionen zu Verflechtungen kommt, ist schlagartig Korruption im Spiel. Das große Geld in dieser Stadt ist in den Händen eines Geschäftsmanns und Immobilienhais, der sich selbst nur „reicher Jude“ nennt und einer tragischen Figur der Weltliteratur, Shakespeares Shylock, gleicht: Kalt, berechnend und skrupellos. Sein Geld hat der Jude mit Immobilien-Spekulationen gemacht und sich in der Politik fest verankert, da unverzichtbar gemacht. Mit tatkräftiger Beihilfe der Stadtverwaltung gelang es dem Spekulanten ganze Wohnviertel erst in seine Fänge zu bringen und die Bebauung niederzureißen, um anschließend wertvollen Baugrund mit teuren Neubauten äußerst gewinnbringend weiterzuverkaufen.
Kapital trifft auf die menschlichen Abgründe der Prostitution: Der „reiche Jude“ ist bei aller Macht und Profitgier innerlich ein armer Mann, der in der Hure Lily endlich eine ideale Zuhörerin gefunden hat, da sie, anstatt Liebesdienste abzuleisten, für Geld geduldig seinen langatmigen Erklärungen zum Thema Architektur, Stadtsanierung, Profite und über das Leben und den Tod im Allgemeinen lauscht, ja: lauschen muss. Lily, ganz in ihrem Job gefangen, wird zur ständigen Begleiterin, zur Vorzeige-Geliebten des Baulöwen. Sie wird von diesem mit zahlreichen Geschenken bedacht und lebt ein Leben im Luxus, worauf es ihr wiederum ankommt. Raoul sieht derweil sein „Pferdchen“ Lily ihm entgleiten, seit die ständig an der Seite des jüdischen Baulöwen ist. Aus Frust zieht er zu einem schwulen Freund. Zusammen mit Lilys Vater, bis 1945 ein überzeugter Nazi, schaukelt er sich angesichts des Treibens des „reichen Juden“ zu einem hasserfüllten Antisemitismus hoch.
Für den jüdischen Spekulanten ist das Zusammensein mit der Nazi-Tochter Lily aus familiären Gründen ethisch ein schweres Problem. Als Tochter ihres Vaters gibt er ihr indirekt eine moralische Mitschuld am gewaltsamen Tode seiner Eltern. Als ihn Lily, die dessen Dilemma erkennt, sich ihm quasi als Sühneopfer anbietet und ihren Liebhaber dazu auffordert, sie zu töten, erwürgt der Jude die Hure. Da der Polizeipräsident der Stadt, genannt Müller II, als Vertreter der Staatsgewalt und damit indirekt auch der Politik kein Interesse an der Verhaftung des jüdischen Mitbürgers hat, der dank seiner Kooperationen und Verbindungen allzu eng mit den Machenschaften der politischen Machtelite verflochten ist, bleibt die Bluttat des „reichen Juden“ für ihn ohne Folgen. Stattdessen werden kleinere Lichter aus Lilys und des Juden Umfeld wie Raoul und „der kleine Prinz“, ein Lakai des Juden, verhaftet. Raoul soll für den Tod Lilys haftbar gemacht werden, und der „kleine Prinz“ wird als unnützer Ballast kurzerhand aus dem Fenster in den Tod geworfen.

## Produktionsnotizen
Schatten der Engel entstand 1975 und wurde im Rahmen der Solothurner Filmtage am 31. Januar 1976 uraufgeführt. Die deutsche Premiere war am 3. September 1976.
Christian Hohoff übernahm die Produktionsleitung, Raúl Gimenez kümmerte sich um die Ausstattung. Gunther Kortwich war für den Ton zuständig.
Schatten der Engel stand im Wettbewerb um die Goldene Palme bei den Internationalen Filmfestspielen von Cannes 1976.

## Rezeption
Obwohl der Film nicht annähernd den Skandal auslöste wie Fassbinders Theaterstück, verließen Israels Filmvertreter empört die Filmfestspiele. Der Deutschlandfunk erinnert anlässlich Daniel Schmids Tod 2006: „Die israelische Delegation reiste ab, schließlich galt schon Fassbinders Stück als antisemitisch. Den Film hatten sie nicht gesehen. Daniel Schmid hatte den Stoff völlig verändert zum Melodram mit Ingrid Caven und Fassbinder selbst in den Hauptrollen. Der besondere Stil von Daniel Schmid ist die Sanftheit seiner Provokationen beschreiben. Und doch steckt in jedem Film ein Stachel, manchmal bemerkt man ihn zunächst kaum, er ist sozusagen hineingeschmuggelt.“
Im Lexikon des Internationalen Films heißt: „Die stark stilisierte Inszenierung, von überflüssigen sprachlichen Obszönitäten durchsetzt, vermag die immanente Gesellschaftskritik nicht zu fassen und wirksam werden zu lassen. Das als Vorlage dienende Theaterstück von Fassbinder war eine polemische Attacke gegen die Finanzmetropole Frankfurt und löste wegen vorgeblich antisemitischer Tendenzen eine hitzig geführte Debatte aus.“
Auf filmstarts.de ist zu lesen: „Die Struktur der Fassbinderschen Erzählung blieb dabei zwar erhalten. Doch Schmid visualisierte das Stück vor allem als eine Abfolge einzelner, manchmal fast in sich geschlossener Szenen – im Gegensatz zu Fassbinders Art der Inszenierung einer geschlossenen erzählerischen Dramaturgie. Nichtsdestotrotz wird auch in „Schatten der Engel“ mehr als deutlich, um was es Fassbinder (und eben auch Schmid) bei der Abfassung des Stücks ging: Um eine beißende Kritik an den Zuständen der Stadtsanierung, die kaum auf eine Stadt wie Frankfurt reduziert werden kann, und um den Versuch, in diesem Kontext den Stellenwert von Antisemitismus und den westdeutschen Umgang mit dem Antisemitismus zu verorten. (…) Schmid versuchte, die Schwächen des Fassbinderschen Textes, die vor allem im Versuch der Darstellung „des Juden“ lagen, also des „Andersartigen“, dadurch auszugleichen, dass er die Inszenierung selbst mythologisierte. Der Film erzählt keine Geschichte, besteht aus einzelnen, dialogbestimmten Szenen, so dass alle Figuren, nicht nur der „reiche Jude“ eine Art Überhöhung erfahren.“